# Yes Sir, That’s My Baby (песня)
Yes Sir, That’s My Baby (рус. «Да сэр, это моя детка») — популярная песня в США в 20-х годах XX века.

## История
Музыку написал композитор Уолтер Дональдсон, а текст — Гас Кен в 1925 году. Согласно одной из версий, Дональдсон и Кен часто гостили у Эдди Кантора. Любимой игрушкой Марджори — дочери Эдди — была механическая свинья. Когда девочка её заводила, игрушка издавала ритмичные звуки. Вдохновлённый этим ритмом Кен пишет стихи, а Дональдсон вскоре создаёт к ним музыку. Позже мелодия приобретает популярность под названием «Yes Sir, That’s My Baby».

## Исполнения
- Ли Морс (1925)
- Эдди Кантор (1930)
- Рики Нельсон (1960)
- Фрэнк Синатра
- Бинг Кросби
- «Verona», чешская группа (2011)

и другие.

## Факты
- Песню также исполняет Джейсон Робардс в фильме «Тысяча клоунов» (1965).